# Palacio de los Deportes de León
El Palacio de los Deportes de León es un recinto polideportivo que se encuentra en la ciudad de León, en la comunidad autónoma de Castilla y León, España. El edificio original fue proyectado por el arquitecto Efrén García Fernández en el año 1.966, siendo aún el recinto cubierto para la práctica del deporte más grande de la provincia.
Fue ampliado en 1990 y en 2024 finalizó una remodelación para mejorar la eficiencia energética y la accesibilidad.
Desde el 14 de mayo de 2025 se pasa a llamarse Palacio Municipal Urbano González Escapa en honor al jugador de baloncesto.

## Inauguración
El Palacio fue levantado gracias a la colaboración del Ministerio de Educación, Política Social y Deporte de España, la Diputación Provincial de León y el Ayuntamiento de León, siendo inaugurado en el mes de abril de 1970.

## Características
Se encuentra situado en la margen derecha del río Bernesga, junto al Estadio Municipal Reino de León, en la Avenida Ingeniero Sáenz de Miera. Cuenta con un aparcamiento que en ocasiones comparte con el estadio de fútbol. Su aforo es de 5188 asientos. En sus instalaciones se encuentran las diferentes sedes y oficinas deportivas de los equipos locales.

## Eventos
En el Palacio juegan como locales diversos equipos de diferentes deportes, cabiendo destacar el Abanca Ademar León en la Liga ASOBAL, el CLEBA en la Liga ABF, el Universidad de León Ademar en la División de Honor Plata y la  Cultural Leonesa de la Liga EBA. Hasta su desaparición, fue también la sede del Club Baloncesto León.
Albergó en 1970 la final y en 1997 toda la competición de la Copa del Rey de baloncesto. En los años 1972, 1996 y 2017 acogió la Copa del Rey de Balonmano, además, en los años 1997, 2001, 2006, 2011, 2014, 2015 y 2016 acogió la Copa ASOBAL de balonmano. En el año 2006 se celebró la Copa ABF de balonmano.
También ha albergado Campeonatos de España en categorías inferiores de diversos deportes, así como partidos amistosos de las selecciones nacionales de balonmano, fútbol sala y baloncesto.
Además, el último fin de semana de febrero, acoge el Campeonato Internacional de Danzas Urbanas February Hip Hop.